# سيرغي زايتسيف
سيرغي زايتسيف (بالروسية: Сергей Владимирович Зайцев)‏ هو لاعب كرة قدم روسي في مركز الهجوم، ولد في 9 مارس 1969. لعب مع شينيك ياروسلافل.